# WIEN2k
WIEN2k est un programme informatique écrit en Fortran permettant d'effectuer des calculs quantiques sur les solides périodiques. WIEN2k utilise la méthode full-potential (linearized) augmented plane-wave and local-orbitals [FP-(L)APW+lo] pour résoudre les équations de Kohn-Sham de la théorie de la fonctionnelle de la densité.
À l'origine, WIEN2k a été développé par Peter Blaha et Karlheinz Schwarz de l'Institut de Chimie des Matériaux de l'Université Technique de Vienne (Autriche). Le code a été distribué pour la première fois en 1990. Les versions suivantes ont été WIEN93, WIEN97, et WIEN2k.